# Chevrolet Uplander
Chevrolet Uplander ― мінівен, який вироблявся і продавався підрозділом Chevrolet компанії General Motors у 2005-2009 роках, замінивши моделі Venture і Astro.

## Опис

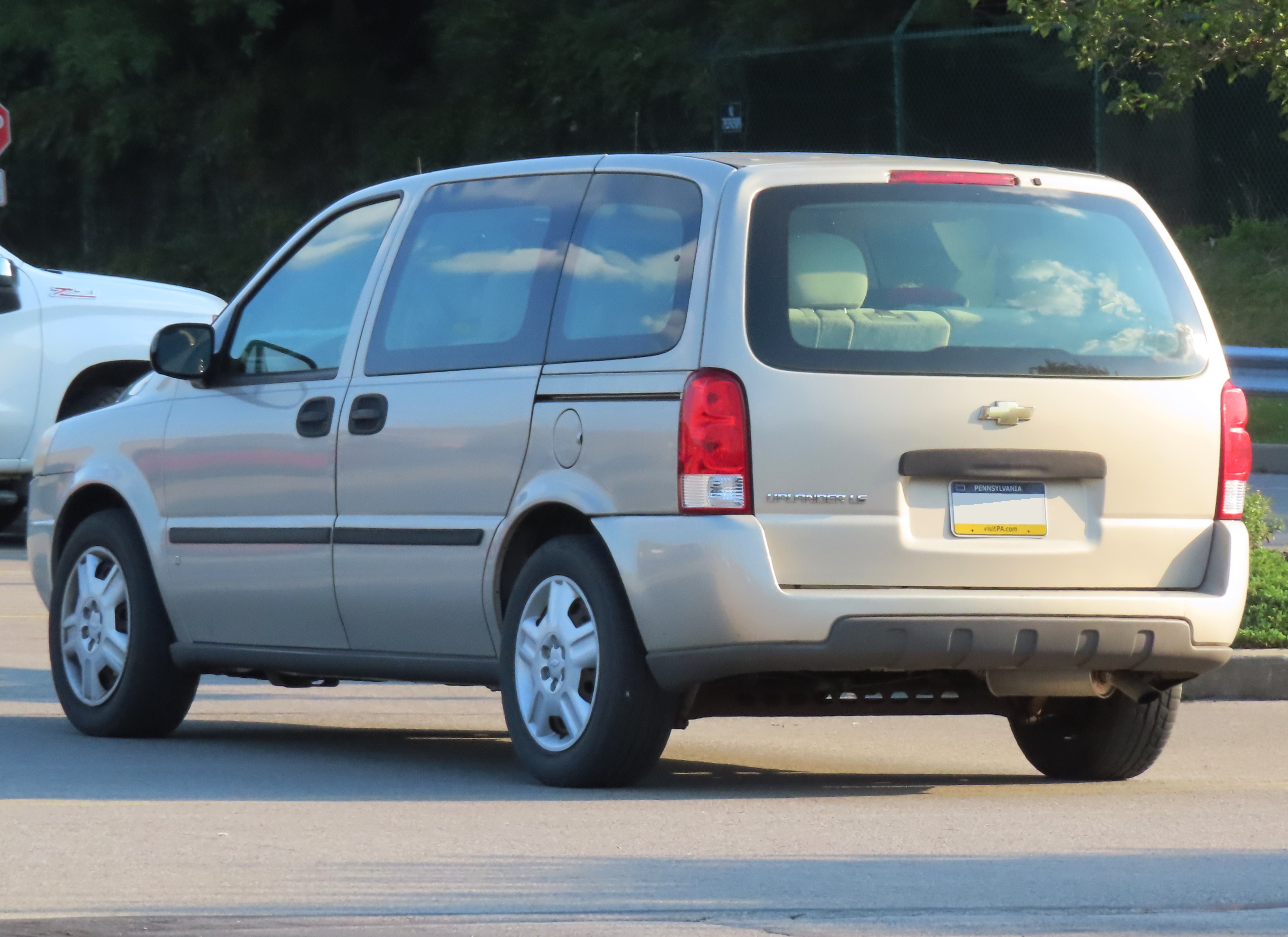

Uplander пропонувався у варіантах з короткою та довгою колісною базою - кожен зі складними та знімними сидіннями другого та третього ряду, двигуном V6 та 4-ступінчастою автоматичною коробкою передач.
Значною мірою заснований на попередніх мінівенах GM, Uplander спочатку продавався разом з цими автомобілями, Venture і Astro. Мінівен та його оновлені варіанти, Saturn Relay, Buick Terraza та Pontiac Montana SV6, вироблялися на заводі GM в Доравіллі і були зняті з виробництва в 2008 році, коли GM покинув ринок мінівенів, припинив виробництво і закрив завод в Доравіллі.

Uplander продавався в США, Канаді, Чилі, Мексиці та на Близькому Сході.

## Зміни з року в рік
2005: Uplander спочатку пропонувався з 3,5-літровим двигуном High Value 3500 LX9 V6 потужністю 200 к.с. (149 кВт) і 220 фунт-фут (298 Н-м).
2006: 3,9-літровий LZ9 V6 потужністю 240 к.с. (179 кВт) і обертовим моментом 332 Нм був доданий в якості опції. Колеса були змінені з п'яти-гайкових на шести-гайкові. На передніх дверях з'явився логотип GM. Стала доступна короткобазова модель, але тільки для ринку автопарків.
2007: Від 3.5 л V6 відмовились, залишивши 3.9 л в якості базового двигуна. Відповідно, опціональна система AWD також була знята з виробництва, оскільки вона не могла впоратися з крутним моментом 3,9-літрового двигуна. У 2007 році стала доступна версія 3.9-літрового V6 на гнучкому паливі.
2008: Останній рік виробництва Uplander в США, хоча виробництво продовжувалось для експорту в Канаду та Мексику до 2009 модельного року. Останній автомобіль зійшов з конвеєра в Доравіллі 26 вересня 2008 року.

## Безпека
За даними Страхового інституту безпеки дорожнього руху, Chevrolet Uplander має кращі результати краш-тестів, ніж його попередник, Venture. Uplander, Pontiac Montana SV6, Buick Terraza та Saturn Relay отримали найвищу оцінку "Добре" в офсетному фронтальному краш-тесті IIHS, але лише "Прийнятно" та "Погано" в боковому краш-тесті IIHS з опціональними бічними подушками безпеки та без них відповідно.

## Двигуни
- 3.5 л LX9 V6
- 3.9 л LZ9 V6
- 3.9 л LGD V6

## Продажі
| Рік  | США    | Канада | Мексика |
| ---- | ------ | ------ | ------- |
| 2004 | 3,948  |        |         |
| 2005 | 72,980 | 21,271 | 5,438   |
| 2006 | 58,699 | 21,047 | 5,249   |
| 2007 | 69,885 | 18,999 | 3,821   |
| 2008 | 40,456 | 16,133 | 2,467   |
| 2009 | 1,758  | 10,433 | 405     |
| 2010 | 76     | 30     | 10      |